# Борисовський завод автотракторного електрообладнання
Борисовський завод автотракторного електрообладнання (БАТЕ; біл. Барысаўскі завод аўтатрактарнага электраабсталявання (БАТЭ)) — підприємство в місті Борисові Мінської області. Найбільше промислове підприємство міста, кількість працівників становить близько 4000 чоловік. Є головною компанією холдингу «Автокомпоненти».
Заснований у 1958 році. З 1994 року ВАТ із сучасною назвою.

## Продукція
Основна продукція (2005): стартери до карбюраторних і дизельних двигунів та запасні частини до них (приводи, реле, якорі, трансформатори, шпулі збудження); генератори на інжекторні двигуни Волзького автомобільного заводу і двигуни Запорізького моторного заводу; електродвигуни; товари народного споживання (електрокаміни, електроплитки, електрасоковитискачі та ін.). Продукція БАТЕ поставляється на мінські автомобільний і тракторний заводи, російські ВАТ «Горьковський автомобільний завод», «Камський автомобільний завод», «Волзький автомобільний завод» та інші.

## Спорт
При підприємстві існує футбольний клуб БАТЕ. Команда заснована в 1973 році, відновлена у 1996 році. Є першим білоруським клубом, який вийшов до групового етапу Ліги чемпіонів і Ліги Європи. Переможець першого в історії розіграшу Суперкубка Білорусі.